# Baldi's Basics in Education and Learning
 (décembre 2022).
Baldi's Basics in Education and Learning (également connu sous le nom de Baldi's Basics et Baldi's Basics Classic) est un jeu vidéo de type survival horror de 2018 créé par le développeur indépendant américain Micah McGonigal, plutôt connu sous le pseudonyme Mystman12. Le jeu fait la satire des jeux éducatifs des années 1990 volontairement à travers des graphismes médiocres et des thèmes similaires (tels que Sonic's Schoolhouse, I.M. Meen et 3D Dinosaur Adventure (en)), et a ensuite déconstruit ses éléments en un genre d'horreur métafictionnel dans des mises à jour récentes, comme en conclusion d'un package version Baldi's Basics Classic Remastered (remasterisé), sorti en octobre 2022.
Baldi's Basics a été publié pour la première fois en version bêta le 31 mars 2018 via Itch.io pour Microsoft Windows et macOS. Une version complète du jeu, comprenant du contenu supplémentaire et un mode histoire, intitulé Baldi's Basics Plus, a été publiée en accès anticipé le 12 juin 2020, avec un développement en cours.

## Trame

### Scénario
Un ami du protagoniste oublie sept cahiers à l'école locale mais ne peut pas les obtenir lui-même car il serait en retard pour la « pratique de l'alimentation », alors il demande au protagoniste de les chercher. Une fois le joueur arrivé, Baldi, l'un des professeurs, interroge le joueur avec des problèmes mathématiques simples à chaque fois qu'il trouve un cahier (trois calculs par cahiers), avec la promesse d'un prix s'il répond correctement à tous. Au début du jeu, le joueur ne peut pas aller plus loin que l'endroit où se tient deux portes, contenant chacune d'entre elles un cahier. Le premier cahier est totalement normal, mais le deuxième contient un calcul impossible qui pousse le joueur à dire une mauvaise réponse. Baldi se met ainsi en colère, et commencera à pourchasser le joueur en faisant claquer sa règle en fer sur sa main. Ainsi, le joueur peut se déplacer partout dans l'école. Le protagoniste est obligé de continuer à chercher tous les autres cahiers tout en évitant les autres élèves, divers obstacles et surtout Baldi qui le poursuit de plus en plus vite au fur et à mesure que la collecte des autres cahiers progresse.

### Fin alternative
Si le joueur choisit de présenter des réponses incorrectes à toutes les questions dans les sept cahiers, il connaîtra une fin qui comprend une version déformée de Baldi et un autre personnage caché, Null, demandant au joueur de détruire le jeu, avant que le jeu ne se ferme. 

## Système de jeu
Le gameplay ressemble à celui de Slender : The Eight Pages. Le joueur doit localiser les sept cahiers sans se faire attraper par son professeur le pourchassant, Baldi, furieux des réponses incorrectes présentées par le joueur. D'autres personnages et professeurs tentent de gêner le joueur en le forçant à participer à diverses activités dans le but de le ralentir :
- Une fillette qui l'oblige à jouer à la corde à sauter et d'effectuer cinq sauts, ce qui ralentit évidemment le joueur. Si le joueur rate un saut, il doit le recommencer.
- Le directeur de l'école se balade dans le bâtiment et guette si le joueur ne court pas dans les couloirs et qu'il rentre dans les salles de classe "School Faculty Only" (portes marrons) car le joueur n'a pas l'autorisation d'y accéder. En effet, le joueur possède une barre d'endurance. S'il « court » et si le directeur le voit courir ou rentrer dans ces salles, il sera automatiquement téléporté dans une salle de retenue pendant une dizaine de secondes. Si le joueur se fait attraper plusieurs fois, le temps de retenue se multiplie. Cependant, Baldi peut toujours capturer le joueur dans la salle de retenue.
- Un élève qui vole un objet aléatoire au joueur. Si le protagoniste n'a aucun objet à lui donner, il lui bloque le passage et doit donc rebrousser chemin.
- Ce qui semble être un balai vivant se balade dans l'école, et si quiconque le croise dans un couloir, il le pousse jusqu'au fond de celui-ci, ce qui peut évidemment pousser le joueur directement sur Baldi si celui-ci se trouve au fond.
- Un robot qui aime les câlins se mettra à pousser le joueur jusqu'au bout du couloir dès que le robot le verra. Une fois le bout du couloir atteint, le joueur est paralysé pendant une seconde puis peut repartir, le robot peut aussi pousser le joueur en direction de Baldi.

Chaque cahier contient trois problèmes arithmétiques simples, mais la troisième question est insoluble à partir du deuxième cahier. Ainsi, le joueur est forcé de mettre une réponse incorrecte et Baldi se met en colère et commence à le pourchasser de plus en plus vite et devient plus difficile à éviter au fur et à mesure des forcées mauvaises réponses.
Une fois que le joueur a récupéré tous les cahiers, Baldi les félicite avant de crier au joueur de « sortir pendant que vous le pouvez encore ». Il y a trois sorties astucieuses et une seule qui permettra au joueur de s'échapper, mais le joueur doit déclencher les trois avant de pouvoir utiliser la vraie sortie.
Le joueur peut collecter différents objets dans toute l'école, comme une barre chocolatée qui remplit entièrement sa barre d'endurance, un soda qui envoie une sorte de substance gazeuse bleue repoussant les autres personnes qui veulent gêner le protagoniste, et une paire de ciseaux qui peut couper la corde à sauter de la fillette et qui peut immobiliser le robot câlineur.

## Apparence de Baldi
De sa forme normale, Baldi est présenté en images de synthèse volontairement mal modelées. Il ressemble à un humain typique, chauve, passablement grand et sourcils relevés. Il porte ce qui semble être un pull sans col vert fluo, un pantalon bleu et des chaussures brunes. Au bout des manches de son pull sortent des doigts longs et excessivement maigres. En revanche, lorsqu'il est énervé à cause des calculs erronés du protagoniste, ses sourcils sont froncés, ses lèvres baissées (volontairement modelé pour faire en sorte que les lèvres sortent du visage) et il tient une règle en fer dans la main droite.

## Développement et publication
Le jeu a d'abord été conçu comme une entrée dans le Meta-Game Jam annuel sur Itch.io, où il a reçu la 2e place. Dans une interview avec Game Developer, le développeur du jeu a cité le jeu Sonic's Schoolhouse de 1996 comme sa principale source d'inspiration. Le jeu devait à l'origine être conçu pour la 3DS en utilisant SmileBasic, comme l'a confirmé Mystman12 dans la vidéo de TetraBitGaming.
Le développeur a lancé une campagne Kickstarter pour le jeu, où il a annoncé qu'un prototype d'accès anticipé pour le jeu complet, intitulé Baldi's Basics Plus, serait publié le 12 juin 2020. Le Kickstarter a collecté un total de 61 375 $. Le développement est en cours depuis, avec du contenu supplémentaire tel que de nouveaux personnages, de nouveaux objets, des mini-jeux, des modes de défi, des « excursions » et une nouvelle disposition de l'école, incorporant plusieurs niveaux et une génération procédurale, similaire à un roguelike à la première personne et jeu hybride dungeon crawler.
Le 21 octobre 2022, un remaster et une compilation de trois jeux sur plates-formes PC intitulés Baldi's Basics Classic Remastered sont sortis, qui incluent le jeu original, Baldi's Basics Birthday Bash, et une version de démonstration de Baldi's Basics Plus, avec des fonctionnalités supplémentaires comme plus de fins alternatives.

## Popularité
Malgré ses graphismes médiocres, il est devenu très populaire pour son humour, sa difficulté, son originalité et son gameplay surréaliste. Des YouTubeurs populaires tels que DanTDM, Markiplier, Jacksepticeye, PewDiePie, 8-BitRyan et Kindly Keyin ont réalisé des vidéos sur le jeu, contribuant à accroître sa popularité.